# Zabtiyye
Zabtiyye o Zaptiye (àrab dabtiyya) fou la paraula turca que designava la policia i la gendarmeria en època tardana a l'Imperi Otomà (després del 1846). A partir del 1846 la policia va esdevenir un organisme autònom (Zabtiyye mushiriyeti), que després d'algunes transformacions va esdevenir ministeri (nezaret) de la Policia (Zabtiyye) el 1870 que fou suprimit el 17 de juliol de 1909, substituït per un servei de seguretat publica depenent del Ministeri de l'Interior.

## bibliografia
G. Young, Corps de droit ottoman, Oxford 1905/1906